# グレイホークの諸神格
グレイホークの諸神格（グレイホークのしょしんかく、Greyhawk deities）は、ダンジョンズ&ドラゴンズ ・ファンタジー・ロールプレイングゲーム用のワールド・オブ・グレイホーク・キャンペーンセッティングに登場する数多くの神格が、版毎にどのように展開されてきたかを扱う。多数の神格を持つがために、広範な勢力範囲を享受することができ、プレイヤーが自分のキャラクターのために宗教的な信念と力を誂えることを可能とし、それに加え、邪悪な寺院とその手下を作成するための神格の長いリストをダンジョンマスターに提供した。グレイホークのキャンペーン世界が単なる自家用のゲームに過ぎなかった頃には特定の神格を持たずに運営されていたが、プレイヤーとゲーム構想の両方にとって、利用可能な神格を持つことに対する価値は速やかに理解された。出版されたキャンペーン世界の版によって神格の柱数は異なるが、長年の間、数十柱に達する神格が存在していた。その後にキャンペーン世界に統合されることとなる新たに出版された多数の資料群によって、神格がほとんど200柱に迫るまでに増加したのは実に1999年以降のことである。

## ホーム・キャンペーンとしてのグレイホーク：神格はほとんど存在せず
1970年代初期にゲイリー・ガイギャックスとデイヴ・アーンソンによってダンジョンズ&ドラゴンズ が開発された時、原初のゲームで典型的なキャラクタークラスの1つがクレリック―「神々」から神聖な力を授かる職業―であった。しかしながら、ガイギャックスがグレイホークと呼ばれる自身のキャンペーン世界を構築し始めた時に、彼が扱わなかった文化の一側面が体系化された宗教であった。彼のキャンペーンは主に低レベルのキャラクターを対象として構築されていたため、神と低レベルのキャラクター間の直接相互関係はありそうもない事態だと思い、特定の神が必要だとは考えなかった。彼のプレイヤー達の幾人かは、緊急に必要な場合はオーディンやゼウスのような北欧神話やギリシア神話の神の名、あるいはコナンに登場するクロムさえ挙げて、自分の手で問題を解決してきた。しかし一部のプレイヤーは、クレリックのキャラクターが「神々」ほど曖昧でない存在から信仰の力を受けることができるように、ガイギャックスが具体的な専用の神格を作成することを望んだ。ガイギャックスは茶目っ気たっぷりに2柱の神々を作成した：聖カスバート―非信者に自分の見解を棍棒の殴打により叩き込む―とフォルタス―その狂信的な信者達は他のあらゆる神々の存在を否定した―である。これらの神格の両者が善の局面を代表したため、ガイギャックスはやがていくらかの悪事を提供するために、少数の悪の神格を作成した。
ガイギャックスの連載短編小説であるザ・ノーム・キャッシュ―背景設定はグレイホークとされた―では、聖カスバート（「St. Cuthburt」と表記された）の神殿が言及され、それがグレイホークの神格に関する初めての出版された資料となった。

## フォリオ版におけるグレイホークの諸神格
1980年、TSRはガイギャックスのホーム・キャンペーン世界を32ページのフォリオ―ワールド・オブ・グレイホーク ―として出版した（後の版と区別するため「フォリオ版」と呼ばれる）。しかしながら、ガイギャックスは彼のホーム・キャンペーンにおいてこの時点で使用していた神格に関するいかなる情報も、この本には記載しなかった。
フォリオ版をサポートするために、幾つかのアドベンチャー・モジュールが速やかに出版され、その内の1つ、C1 ザ・ヒドゥン・シュライン・オブ・タモアカン はワールド・オブ・グレイホーク・セッティングのために特にデザインされた最初の神格を特色としていた。このアドベンチャーは、フォリオ版には記載されていない、アメディオ・ジャングルに住む、アステカのような文化を持つオーマン人をプレイヤーに紹介するためにデザインされた。オーマンの諸神格―主にアステカの文化から引用された―はミクトランテクートリ、死、暗闇、殺人、あの世の神；テスカトリポカ、太陽、月、夜、陰謀、裏切り、稲妻の神；ケツァルコアトル、大気、鳥、蛇の神などである。しかしながら、ガイギャックスはグレイホークに関する彼の作品上でこれらの諸神格を受け入れることはなく、TSRもこの設定を使った更なる資料やアドベンチャーを出版することはなく、オーマン文化は実質的に「孤児」となった。オーマンの諸神格は、1999年にショーン・K・レイノルズのザ・スカーレット・ブラザーフッド と、2005年にリビング・グレイホーク ・キャンペーンのために出版された諸神格の詳細なリストにおいて再登場するまで、グレイホーク・キャンペーンセッティングのいかなる版にも掲載されなかった。
フォリオ版にはいかなるグレイホーク特有の神格も掲載されてはいなかったが、ワールド・オブ・グレイホーク ・セッティングを使用する多くのダンジョンマスターは、彼らのグレイホーク・キャンペーンのために、出版されたばかりのルールブックであるディーアティーズ・アンド・デミゴッズ から特定のセッティングに結び付けられていない諸神格を借用した。しかしながら、抜本的な解決は間近に迫っていた。1982年8月、ドラゴン誌 （64号）にて、ガイギャックスはディーアティーズ・アンド・デミゴッズ からの非人間の諸神格23柱をグレイホーク世界に適合させる方法の助言を提示し、それにはグレイホーク特有の最初の非人間神格であるラクシヴォート（ゴブリンに似た種族であるイクスヴァートの神）の解説が含まれた。数ヶ月後、ガイギャックスは長く非常に詳細な5部に渡る記事を、ドラゴン誌 の1982年11月号から1983年3月号（67～71号）で発表し、グレイホーク世界の人間達によって崇拝されている、特有の諸神格のパンテオンを概説した。彼独自のグレイホークの神格である聖カスバートとフォルタスの他に、ガイギャックスは更に17柱の神格を加えた。
| 善                       | 中立                   | 悪                     |
| 聖カスバート（常識）     | セレスティアン（星々） | ヘクストア（戦争）     |
| フォルタス（解決）       | ファラングン（旅）     | アイウーズ（圧制）     |
| ハイローニアス（騎士道） | イスタス（運命）       | エリスヌル（虐殺）     |
| アローナ（深林）         | オーバド・ハイ（自然） | インキャブロス（疫病） |
| トライセリオン（自由）   | ボカブ（魔法）         | ネルル（死）           |
| ザギグ（ユーモア）       | オリダマラ（音楽）     | ラリシャズ（狂気）     |
|                          |                        | ワストリ（偏屈）       |

ガイギャックスはまた、当時出版されたばかりのルールブックであるディーアティーズ・アンド・デミゴッズ で設定された神格の階級を用いた：上級神 、中級神 、下級神 、半神 である（後に、彼は半神の下に2つの階級、準神 と英雄神 を加えた）。このキャンペーンセッティングの後の版ではこれらの諸神格の大半が人間の特定人種によって崇拝されるよう割り当てられることになるが、この時点では彼らは一般にフラネスの全ての人間達に崇拝されている、と設定された。

## ボックスセットにおけるグレイホークの諸神格：4つの人間向けパンテオン
1983年、フォリオ版は非常に拡張されたワールド・オブ・グレイホーク ・ボックスセットに取って代わられた。ガイギャックスは以前に発表したドラゴン誌 の記事に掲載されていた神々19柱のみならず、新たに31柱の神々を加え、神格の総数は50柱となった。しかしながら、最初の19柱の諸神格は完全な記述が転載されたが、「新たな」諸神格はラクシヴォート（その完全な記述は、前年のドラゴン誌 に発表済みであった）、ウーラ、ザン・ヤイの3柱のみに完全な記述が為された。新たな諸神格の残りは単に名前と領域が一覧に記載された。
これらの諸神格の内1柱―ラクシヴォート―を除く全てが、主として人間に信仰される神格であった。ガイギャックス自身の承認により、彼のグレイホーク（そしてD&D）に対する構想は、人間を中心とした世界であった。ガイギャックスの最初のドラゴン誌 の記事では、いずれの神々に対しても、人種による優先傾向に関する言及は行われてはいなかった。今やボックスセットでは4つの主要人種、スエル人、オアリディアン人、バクルーニー人、フラン人が導入され、ほとんどの神格はこれらの人種の1つあるいは多くに崇拝されるよう割り当てられた。スエル人のパンテオンに含まれる12柱の神格はレン・ラコフカによって作成され、彼はドラゴン誌 の1984年7月号から11月号（87～92号）で彼らに関する詳細な5部作の記事を発表した。他の神々の大部分は残りの3人種のパンテオンに含まれるか、あるいは少数が全ての人間に崇拝されるか、起源が不明であるとされた。
| 広く崇拝                   | バクルーニー                         | オアリディアン               | フラン                         | スエル                   | 不明                       |
| ブレアレッド（鉱山、中立） | ゲシュタイ（河川、善）               | アトロア（春、善）           | アリトゥア（道徳、善）         | ベルター（悪意、悪）     | タリズダン（永遠の闇、悪） |
| ボカブ（魔法、中立）       | イスタス（運命、中立)                | セレスティアン（星々、中立） | ベアレイ（家族、善）           | ブラルム（勤勉、善）     | ウーラ（丘陵、善）         |
| アローナ（森林、善）       | ザン・ヤイ（影、中立）               | デレブ（理性、善）           | ベイオリー（オアースの母、善） | フォートゥーボ（石、善） | ワストリ（偏屈、悪）       |
| インキャブロス（疫病、悪） | ズオケン（身体／精神面の体得、中立） | エリスヌル（虐殺、悪）       | アイウーズ（圧制、悪）         | コード（競技、善）       |                            |
| ジョラミー（火山、善）     |                                      | ファラングン（旅、中立）     | ネルル（死、悪）               | レンダー（時間、中立）   |                            |
| リーア（詩、善）           |                                      | ハイローニアス（騎士道、善） | オーバド・ハイ（自然、中立)    | ラーグ（獣、中立）       |                            |
| ミーリス（愛、善）         |                                      | ヘクストア（戦争、悪）       | ペイロア（太陽、善）           | ノレーボ（幸運、中立）   |                            |
| オリダマラ（音楽、中立）   |                                      | クレル（嫉妬、中立）         | ラオ（平和、善）               | ファルカン（大気、善）   |                            |
| ラリシャズ（狂気、悪）     |                                      | フォルタス（解決、善）       |                                | ファイタン（美、善）     |                            |
| 聖カスバート（常識、善）   |                                      | プロカン（海洋、善）         |                                | パイレミアス（殺人、悪） |                            |
| トライセリオン（自由、善） |                                      | ラッド（偶然、中立）         |                                | サイラル（欺瞞、悪）     |                            |
| ザギグ（ユーモア、善）     |                                      | ソティリオン（夏、善）       |                                | ゼルボ（海洋、中立）     |                            |
|                            |                                      | テルチュア（冬、中立）       |                                |                          |                            |
|                            |                                      | ヴェルニアス（気象、中立）   |                                |                          |                            |
|                            |                                      | ウェンタ（秋、善）           |                                |                          |                            |

## 追加された神格
ボックスセット発売の1年前、1982年の2月から7月に、ロジャー・E・ムーアはドラゴン誌 （58～62号）にてあらゆるダンジョンズ&ドラゴンズのキャンペーン一般で使用可能な、人間以外の種族（エルフ、ドワーフ、ハーフリング、ノーム、ハーフオーク）の諸神格を解説した5部作の記事を発表した。92号（1984年12月）では、ガイギャックスはこれらの24柱の諸神格が今や「グレイホーク公認」であることを表明した。これにより、グレイホークの諸神格は50柱から74柱に増加した。
1983年3月のドラゴン誌 （71号）に、グレイホークの4人の固有キャラクターを詳述する記事が掲載された。最初の2柱は「準神格」―ヒュアードとキオートム―はガイギャックスによって既にノンプレイヤーキャラクター（NPC―プレイヤーと交流するためにデザインされたキャラクター）として作成されていた。3人目はマーリンドで、ガイギャックスの少年時代からの友人であったドン・ケイが1975年の早すぎる死の前に作成したキャラクターであった。4人目はケラネンという名の「英雄神格」で、「力の進歩の原則」を例証するために作られた。
ヒュアード、キオートム、マーリンドはガイギャックスによって「準神格」に分類され、「英雄の状態を上回っているが、半神ではないキャラクター」と定義された。他の準神格、デルン、ジョイディー、ノルザー、クオール、ターニーは言及はされたが詳述されなかった。ケラネンは「英雄神格」と呼ばれ、「神格になれる可能性のある非常に強力な個人」と定義された。
次の版のキャンペーンセッティングにおいて多少の追加と削除こそあったものの、ボックスセットの人間の神々50柱とムーアの人間以外の種族の神々の大部分は、続く22年間グレイホークの諸神格の中核を担った。しかしながら、ガイギャックスの4柱の準神格は、1998年までいかなるグレイホークの公式資料でも言及されなかった。

## グレイホークは「灰燼から」立ち上がる
ワールド・オブ・グレイホークの創造者であるガイギャックスは、1985年の末にTSRから追放された。彼の離脱から数年間、グレイホークの世界に変化はほとんどなかったが、1983年のボックスセットはキャンペーンセッティングであり続けた。1992年、TSRは新たなグレイホーク・セッティングであるフロム・ジ・アッシュズ を発売した。前の版に登場した人間の神格は全て引き継がれ、新たに1柱の半神、マイアヘンが加わった。しかしながら、完全なテキスト記述が為されたのは7柱の上級神、18柱の中級神、6柱の半神のみであり、29柱の下級神は要約表上で1行ずつ記述されただけであった。
ロジャー・E・ムーアによるドラゴン誌に掲載された記事からの人間以外の種族の諸神格は維持され、9柱以上のゴブリン族とジャイアントの神格がディーアティーズ・アンド・デミゴッズ ルールブックから加えられた。しかしながら、人間以外の種族の神格も単に要約表に記載されただけであり、それらの完全な解説はドラゴン誌 のバックナンバーでムーアの元記事、古いアンアースド・アルカナ 、ディーアティーズ・アンド・デミゴッズ ルールブックを捜さねばならなかった。フロム・ジ・アッシュズ と同じ著者（カール・サージェント）による資料集であるモンスター・ミソロジー は、同年のより早い時期に発売され、前記の古い資料を参照せずに済むように、これら人間以外の種族のパンテオンに関する広範囲の詳細な解説が提供され、それに加えて人間以外の種族の神が多数追加された。モンスター・ミソロジー で初めて紹介された神格には、フロム・ジ・アッシュズ で目立って言及されたエルフの女神である月虹のセイハニーンが含まれる。
フロム・ジ・アッシュズ により、諸神格は総計で92柱となった。
「フロム・ジ・アッシュズ」における人間の上級神格
| 広く崇拝                   | バクルーニー           | オアリディアン       | フラン                               | スエル             |
| ボカブ（魔法、中立）       | イスタス（運命、中立） | ペイロア（太陽、善） | ベイオリー（オアースの母、中立）[16] | ネルル（殺人、悪） |
| インキャブロス（疫病、悪） |                        | ラオ（平和、善）     |                                      |                    |
「フロム・ジ・アッシュズ」における人間の中級神格
| 広く崇拝                   | オアリディアン               | フラン                       | スエル                     | 不明                       |  |
| アローナ（森林、善）       | セレスティアン（星々、中立） | オーバド・ハイ（自然、中立） | コード（競技、善）         | タリズダン（永遠の闇、悪） |  |
| ウーラ（丘陵、善）         | エリスヌル（虐殺、悪）       |                              | ウィー・ジャス（死、中立） | レンダー（時間、中立）     |  |
| オリダマラ（音楽、中立）   | ファラングン（旅、中立）     |                              |                            |                            |  |
| ラリシャズ（狂気、悪）     | ハイローニアス（騎士道、善） |                              |                            |                            |  |
| 聖カスバート（常識、善）   | ヘクストア（戦争、悪）       |                              |                            |                            |  |
| トライセリオン（自由、善） | フォルタス（解決、善）[17]   |                              |                            |                            |  |
|                            | プロカン（海洋、善）         |                              |                            |                            |  |
|                            | ジルカス（金銭、善）         |                              |                            |                            |  |
「フロム・ジ・アッシュズ」における人間の下級神格
| 広く崇拝                   | バクルーニー           | オアリディアン             | フラン                 | スエル                   |  |
| ブレアレッド（鉱山、中立） | ゲシュタイ（河川、善） | アトロア（春、善）         | アリトゥア（道徳、善） | ベルター（悪意、悪）     |  |
| シンドア（時間、中立）     | ザン・ヤイ（影、中立） | デレブ（理性、善）         | ベアレイ（家族、善）   | ブラルム（勤勉、善）     |  |
| ジョラミー（火山、善）     |                        | クレル（嫉妬、中立）       |                        | フォートゥーボ（石、善） |  |
| リーア（詩、善）           |                        | ソティリオン（夏、善）[18] |                        | ラーグ（獣、中立）       |  |
| ミーリス（愛、善）         |                        | テルチュア（冬、中立）     |                        | リディア（音楽、善）     |  |
|                            |                        | ヴェルニアス（天候、中立） |                        | ノレーボ（幸運、中立）   |  |
|                            |                        | ウェンタ（秋、善）[19]     |                        | ファルカン（大気、善）   |  |
|                            |                        |                            |                        | ファイタン（美、善）     |  |
|                            |                        |                            |                        | パイレミアス（殺人、悪） |  |
|                            |                        |                            |                        | サイラル（虚偽、悪）     |  |
|                            |                        |                            |                        | ゼルボ（海洋、中立）     |  |
「フロム・ジ・アッシュズ」における人間の半神格
| 広く崇拝               | バクルーニー                         | オアリディアン       | フラン                 | 不明                 |
| マイアヘン（保護、善） | ズオケン（身体／精神面の体得、中立） | ラッド（幸運、中立） | アイウーズ（圧制、悪） | ワストリ（偏屈、悪） |
| ザギグ（ユーモア、善） |                                      |                      |                        |                      |
「フロム・ジ・アッシュズ」におけるデミヒューマンの神格（プレイヤーが使用可能な種族）
| エルフ                           | ドワーフ                       | ノーム                                   | ハーフリング               |
| コアロン・ラレシアン（魔法）     | モラディン（鍛造）             | きらめく黄金のガール（保護）             | ヤンダーラ（保護）         |
| 月虹のセイハニーン（神秘主義）   | 真なる銀ベロナー（家）         | 荒野を彷徨う者ベイアヴァン（自然）       | アーヴォリーン（警戒）     |
| エアドリー・フェンヤ（大気）     | 銀髭クランゲディン（戦闘）     | 影に身を覆いし者ベアラヴァール（幻影）   | ブランドバリス（隠密）     |
| エレヴァン・イレシア（いたずら） | デュマイソン（採掘）           | 鋼鉄の皮膚フランダル（採掘）             | サイロラリー（友情）       |
| ハンアリィ・セルアニル（恋愛）   | ムーアマン・デュアスール（旅） | 鉄の手ガエルダル（保護）                 | シーラ・ペイロリル（農業） |
| ラベラス・エノレス（時間）       | ヴァーガダイン（富）           | 大地に命を吹き込む者セゴージャン（大地） |                            |
| ソロナー・セランディラ（狩猟）   |                                |                                          |                            |

## グレイホークの新たな再編成
ガイギャックスの独創的な世界から、より暗い構想に着手したフロム・ジ・アッシュズ へのグレイホーク・キャンペーンの総合的な新機軸はファンにあまり受け入れられず、TSRは1993年にグレイホーク資料の出版を停止した。数年後、資金繰りに行き詰まったTSRはウィザーズ・オブ・ザ・コースト(WotC)によって買収され、消滅寸前のグレイホーク・セッティングは復活した。
1998年に出版されたグレイホーク・プレイヤーズ・ガイド では、諸神格のリストは拡張されたが、人間の神格のみ（とモンスターの神、ラクシヴォートが1柱だけ）が19ページに言及されていた。この本の18ページには「これは人間についてさえ網羅したリストではなく、デミヒューマンやヒューマノイドの神々はほとんど含まれていない。」と記されている。62ページでは2柱のドワーフの神格であるモラディンと銀髭クランゲディンが言及されているが、彼らはリストには掲載されておらず、これらの神々に興味を持った読者はアンアースド・アルカナ あるいはモンスター・ミソロジー を参照するよう指示される。
プレイヤーズ・ガイド でこのセッティングに追加された神格はアル・アクバル、デルン、キュス、ダルト、ジャスカー、オスプレム、ヴェイタン、ゾダル、ジョイディー、ケラネン、キオートム、マーリンドが含まれる（後ろの3柱はゲイリー・ガイギャックスが1983年にドラゴン誌 と1983年のボックスセットの用語集 で解説した「準神格」である）。それに加え、イクスヴァートの下級神であるラクシヴォート、新たなエルフの半神であるイーシンド（音楽、善）が追加され、19ページに掲載された神格の総計は74柱に至った。しかしながら、この神々には解説がされておらず、プレイヤーが崇拝者や行動様式などの背景設定を知りたい場合、以前に出版された資料を参照せねばならなかった。
翌年、ショーン・K・レイノルズが執筆した資料集であるザ・スカーレット・ブラザーフッド によって新たな人間の人種、トーヴ人と、彼らのパンテオンを成す9柱の神々が導入された。それに加え、この資料集には1980年に紹介されたもののその後のキャンペーン資料に全く登場していなかった準アステカ的なオーマン人のパンテオンに関する解説が含まれた。

## D&D第3版とリビング・グレイホーク
2000年、WotCは新たなD&Dの第3版を産み出し、グレイホークはD&Dの既定キャンペーンセッティングとされた―すなわち、ダンジョンマスターが明確に別のキャンペーンセッティングの使用を宣言しない場合、そのD&Dゲームはグレイホークの世界に設定される、ということを意味する。グレイホークが既定設定となった時から、新たな神々は自動的にキャンペーンのパンテオンに追加された。さらに、2001年に開始されたリビング・グレイホーク・世界共有キャンペーンの管理者達は、以前に出版されたあらゆる公式出典で言及された全ての神格―人間と非人間種族の両方―は、WotCが将来出版するであろうあらゆる神と同様にグレイホークの公式の神格となる、と決定した。2005年までに、この方針によって諸神格の柱数はほぼ3倍となり、その総数は193柱となった。今やこのリストにはグレイホーク世界で見られる全ての種族が掲載され、そしてほとんど全ての、あり得る力の領域が記載された。
2008年、ダンジョンズ&ドラゴンズの第4版は、既定キャンペーンセッティングを、グレイホークから漠然とした「世界」―ときおり「ポインツ・オブ・ライト」セッティングと呼ばれる―に変更した。新たな既定パンテオンの諸神格のほとんどは新規に作成されたが、グレイホーク由来の多くの神格―例えばペイロアやコード―もまた含まれる。
これまでのところ、WotCは第4版の導入以降、グレイホーク世界に関するいかなる新資料も作成しておらず、以下のグレイホークの諸神格一覧はしばらく不変である。

## 現在のグレイホークの諸神格一覧

### 人間に関連する神格

#### 上級神格
| 広く崇拝                   | バクルーニー           | オアリディアン       | フラン                           | スエル             | オーマン                       |
| ボカブ（魔法、中立）       | イスタス（運命、中立） | ペイロア（太陽、善） | ベイオリー（オアースの母、中立） | ネルル（殺人、悪） | ミクトランテクートリ（死、悪） |
| インキャブロス（疫病、悪） |                        | ラオ（平和、善）     |                                  |                    | ケツァルコアトル（大気、中立） |
|                            |                        |                      |                                  |                    | テスカトリポカ（裏切り、悪）   |

#### 中級神格
| 広く崇拝                   | オアリディアン               | フラン                       | スエル                     | オーマン                  | トーヴ               | 不明                       |
| アローナ（森林、善)        | セレスティアン（星々、中立） | オーバド・ハイ（自然、中立） | コード（競技、善）         | ウェウェテオトル（火、悪) | ノーラ（太陽、善）   | タリズダン（永遠の闇、悪） |
| ウーラ（丘陵、善）         | エリスヌル（虐殺、悪）       |                              | レンダー（時間、中立）     | トラロック（雨、悪）      | ヴォガン（天候、善） |                            |
| オリダマラ（音楽、中立）   | ファラングン（旅、中立）     |                              | ウィー・ジャス（死、中立） |                           |                      |                            |
| ラリシャズ（狂気、悪）     | ハイローニアス（騎士道、善） |                              |                            |                           |                      |                            |
| 聖カスバート（常識、善）   | ヘクストア（戦争、悪）       |                              |                            |                           |                      |                            |
| トライセリオン（自由、善） | フォルタス（解決、善）       |                              |                            |                           |                      |                            |
|                            | プロカン（海洋、善）         |                              |                            |                           |                      |                            |
|                            | ジルカス（金銭、善）         |                              |                            |                           |                      |                            |

#### 下級神格
| 広く崇拝                   | バクルーニー           | オアリディアン             | フラン                 | スエル                           | トーヴ               | オーマン                       |  |
| ブレアレッド（鉱山、中立） | ゲシュタイ(河川、善）  | アトロア（春、善）         | アリトゥア（道徳、善） | ベルター（悪意、悪）             | ベルナ（寛容、善）   | カマソッソ（ヴァンパイア、悪） |  |
| シンドア（時間、中立）     | モーコル（貿易、中立） | デレブ（理性、善）         | ベアレイ（家族、善）   | ブラルム（勤勉、善）             | カタイ（腐敗、中立） |                                |  |
| ジョラミー（火山、善）     | ザン・ヤイ（影、中立） | クレル（嫉妬、中立）       | ヴェクナ（破壊、悪）   | ダルト（門、善）                 | クンドゥ（建設、善） |                                |  |
| ミーリス（愛、善）         |                        | ソティリオン（夏、善）     | ゾダル（慈悲、善）     | フォートゥーボ（石、善）         | メヤノック（蛇、悪） |                                |  |
| リーア（詩、善）           |                        | テルチュア（冬、中立）     |                        | ジャスカー（山岳、善）           | ザナグ（金属、中立） |                                |  |
|                            |                        | ヴァルニアス（天候、中立） |                        | ラーグ（獣、中立）               |                      |                                |  |
|                            |                        | ウェンタ（秋、善）         |                        | リディア（音楽、善）             |                      |                                |  |
|                            |                        |                            |                        | ノレーボ（幸運、中立）           |                      |                                |  |
|                            |                        |                            |                        | オスプレム（海洋航海、中立）     |                      |                                |  |
|                            |                        |                            |                        | ファルカン（大気、善）           |                      |                                |  |
|                            |                        |                            |                        | ファイタン（美、善）             |                      |                                |  |
|                            |                        |                            |                        | パイレミアス（殺人、悪）         |                      |                                |  |
|                            |                        |                            |                        | サイラル（虚偽、悪）             |                      |                                |  |
|                            |                        |                            |                        | ヴェイタン（バーバリアン、中立） |                      |                                |  |
|                            |                        |                            |                        | ゼルボ（海洋、中立）             |                      |                                |  |

#### 半神格
| 広く崇拝               | バクルーニー                         | オアリディアン               | フラン                 | トーヴ               | 不明                         |
| マイアヘン（保護、善） | アル・アクバル（守護、善）           | メリッカ（農業、善）         | アイウーズ（圧制、悪） | ダマラン（疫病、悪） | アース・ドラゴン（大地、悪） |
| ザギグ（ユーモア、善） | ズオケン（身体／精神面の体得、中立） | ラッド（幸運、中立）         |                        | ヴァーラ（悪夢、悪） | ワストリ（偏屈、悪）         |
|                        |                                      | スターン・アリア（法、中立） |                        |                      |                              |

#### 英雄神格
| バクルーニー             | オアリディアン                 | フラン                   | スエル                     | 不明                                   |
| アズオラルク（光、善）   | デルン (要塞、中立）           | クロス（盗み、中立）     | ナザーン（公開戦闘、中立） | ヒューワード（バード、善）             |
| ダーウード（謙虚、中立） | ジョイディー（諜報、善）       | ヴァスリス（苦痛、中立） |                            | ケラネン（剣、中立）                   |
|                          | マーリンド（魔法「技術」、善） |                          |                            | キオートム（次元を超えた英雄行為、善） |
|                          |                                |                          |                            | キュス（アンデッドの技能、悪）         |
|                          |                                |                          |                            | ソロランドリル（波動、中立）           |

### デミヒューマンに関連する神格

#### 上級神格
| エルフ                           | ドワーフ               | ノーム                           | ハーフリング           | オーク                   | ドラウ             |
| コアロン・ラレシアン（魔法、善） | モラディン（鍛造、善） | きらめく黄金のガール（保護、善） | ヤンダーラ（保護、善） | グルームシュ（戦争、悪） | ロルス（蜘蛛、悪） |

#### 中級神格
| エルフ                                         | ドワーフ                         | ノーム                                       | ハーフリング                   | オーク                     |  |
| エアドリー・フェンヤ（大気、善）               | アバサー（強欲、悪）             | 荒野を彷徨う者ベイアヴァン（森林、善）       | アーヴォリーン（保護、善）     | バーグトルゥ（力、悪）     |  |
| 深きサシュラス（アクアティック・エルフ、善）   | 真なる銀ベロナー（安全、善）     | 清らかなる手のカラデュラン（保護、中立）     | サイロラリー（友情、善）       | イルネヴォール（不和、悪） |  |
| エレヴァン・イレシア（いたずら、中立）         | 銀髭クランゲディン（戦闘、善）   | 鋼鉄の皮膚フランダル（採掘、善）             | シーラ・ペイロリル（農業、善） | ルシック（多産、悪）       |  |
| ハンアリィ・セルアニル（愛、善）               | デュマイソン（探検、中立）       | 鉄の手ガエルダル（警戒、善）                 |                                | シャーガース（隠密、悪）   |  |
| ラベラス・エノレス（時間、善）                 | ヴァーガダイン（富、中立）       | 大地に命を吹き込む者セゴージャン（大地、善） |                                | ヤートラス（疾病、悪）     |  |
| リリフェイン・ローラシル（ウッド・エルフ、善） | ラドグウェル（ドゥエルガル、悪） | アードレン（強欲、悪）                       |                                |                            |  |
| 月虹のセイハニーン（神秘主義、善）             |                                  |                                              |                                |                            |  |
| ソロナー・セランディラ（狩猟、善）             |                                  |                                              |                                |                            |  |

#### 下級神格
| エルフ                                                 | ドワーフ                           | ノーム                                     | ハーフリング                 |
| フェーンマレル・メスタリーン（ワイルド・エルフ、中立） | 輝く外套ダグマレン（学問、善）     | 影に身を覆いし者ベアラヴァール（幻影、善） | ブランドバリス（隠密、中立） |
|                                                        | ムーアマン・デュアスール（旅、善） |                                            |                              |

#### 半神格
| エルフ                  | ハーフリング           | ドラウ                     |  |
| イーシンド （音楽、善） | ウロガラン（死、中立） | ケプトゥロー（追従、悪）   |  |
|                         |                        | キアランサリー（隷属、悪） |  |
|                         |                        | ジンゼリーナ（暗殺、悪）   |  |

#### 英雄神格
| エルフ                     | ドワーフ                               | ノーム                   | ハーフリング                     |
| ガドセレン（無法化、中立） | ゲンドウォー・アルグリム（妄想、中立） | ロイキン（残虐行為、悪） | チャーマーレイン（鋭い感覚、善） |

### 人型種族と他の種族に関連する神格

#### 上級神格
- マグルビイェト（ゴブリン）

#### 中級神格
- ブリブドゥールプールプ（クオトア）
- グロラントール（ヒルジャイアント、エティン、オーガ）
- フルゲック（バグベアー）
- カートゥルマク（コボルド）
- 石の骨のスコレイアス（ストーン・ジャイアント)
- スルト（ファイアー・ジャイアント）
- スリュム（フロスト・ジャイアント)
- イオ（中立のドラゴン神、ティアマトとバハムートの父）

#### 下級神格
- バハムート（善のドラゴン）
- バーグリヴイェク（ゴブリン：協調と縄張り）
- グランクール（バグベアー：狩猟）
- クルゴルバイヤグ（ゴブリン：隷属）
- ノモグ・ギアヤ（ホブゴブリン：戦争）
- ラクシヴォート（イクスヴァート）
- セコラ（サファグン）
- セムアンヤ（リザードフォーク）
- スケリット（ケンタウロス)
- ティアマト（悪のドラゴン）
- ヴァプラック（オーガとトロール)
- イーノグ（ノール）

#### 半神格
- ラオグゼド（トログロダイト）

## 追加文献
- ゲイリー・ガイギャックス、ワールド・オブ・グレイホーク・ファンタジー・ゲーム・セッティング （TSR、1983年）。
- ゲイリー・ホリアン、エリック・モナ、ショーン・K・レイノルズ、フレデリック・ワイニング。リビング・グレイホーク・ガゼティア （ウィザーズ・オブ・ザ・コースト、2000年）。
- ロジャー・E・ムーア、グレイホーク：ジ・アドベンチャー・ビギンズ （TSR、1998年）。
- ショーン・K・レイノルズ、ザ・スカーレット・ブラザーフッド （TSR、1999年）。
- ショーン・K・レイノルズ、フレデリック・ワイニング、エリック・モナ。「ブラッド・オブ・ヒーローズ」。リビング・グレイホーク・ジャーナル 3号（パイゾ・パブリッシング、2001年）。
- カール・サージェント、フロム・ジ・アッシュズ （TSR、1992年）。
- ジム・ウォード、グレイホーク・アドベンチャーズ （TSR、1988年）。
- 鶴田慶之、佐藤義浩、グレイホーク・ワールドガイド （ホビージャパン、2003年）。